# Consonne fricative vélaire sourde
Cette page contient des caractères spéciaux ou non latins. S’ils s’affichent mal (▯, ?, etc.), consultez la page d’aide Unicode.
La consonne fricative vélaire sourde est un son consonantique assez fréquent dans les langues parlées. Le symbole dans l’alphabet phonétique international est [x]. Ce symbole est celui de la lettre cyrillique X (Kha) minuscule.
Selon les langues, il peut être simple [x], labialisé [xʷ], éjectif [xʼ], éjectif labialisé [xʷʼ], semi-labialisé [x̜ʷ], fortement labialisé [x̹ʷ], etc.

## Caractéristiques
Voici les caractéristiques de la consonne fricative vélaire sourde.
- Son point d'articulation est vélaire, ce qui signifie qu'elle est articulée sur la partie antérieure de la langue (le dorsum) contre le palais mou (ou velum).
- Son mode d'articulation est fricatif, ce qui signifie qu’elle est produite en contractant l’air à travers une voie étroite au point d’articulation, causant de la turbulence.
- Sa phonation est sourde, ce qui signifie qu'elle est produite sans la vibration des cordes vocales.
- C'est une consonne orale, ce qui signifie que l'air ne s’échappe que par la bouche.
- C'est une consonne centrale, ce qui signifie qu’elle est produite en laissant l'air passer au-dessus du milieu de la langue, plutôt que par les côtés.
- Son mécanisme de courant d'air est égressif pulmonaire, ce qui signifie qu'elle est articulée en poussant l'air par les poumons et à travers le chenal vocatoire, plutôt que par la glotte ou la bouche.

## En français
Le français ne possède pas le [x] en tant que consonne autonome. Dans les mots d'emprunt (Juan Carlos, par exemple), il est généralement prononcé [ʁ]. Toutefois, quelques variantes locales peuvent le prononcer en tant qu'allophone de [ʁ]. La réalisation du "r" au voisinage d'une consonne telle que t, f, c ou s se rapproche souvent de [x], comme dans "train", "fraction", "arc", "arthrose" ou encore "ours".

## Autres langues
Cette consonne existe dans plusieurs langues, avec la graphie suivante :
- ch en gallois et allemand, appelé ach-Laut, et écrit ch dans ach [ax].
- c'h en breton
- ch / g en néerlandais
- h en croate et serbe
- g (devant e et i) et j en espagnol
- gh en cornique
- lh final en occitan (parlers bas-limousin et de l'Est du Périgord)
- ხ en géorgien
- Խ en arménien
- ĥ en espéranto
- r ou rr dans les dialectes portugais du Brésil et du Portugal
- خ en arabes classique et dialectal
- כ en hébreu
- χ (chi) en grec moderne devant des voyelles sombres (α, ο, ω, ου) et des consonnes
- x en russe (transcrit kh en alphabet latin)
- x en ukrainien (transcrit kh en alphabet latin)
- x en azéri (transcrit kh en alphabet latin)
- x en kurde (transcrit kh en alphabet latin)
- h ou ḥ en normand
- 𐌲 en gothique (transcrit g en alphabet latin), prononcé /x/ à la fin d'un mot, après une voyelle, mais jamais avant un phonème voisé[1].

L'anglais possède ce son dans certains mots d'origine non germanique comme loch [lɒx], San Jose ou chanukah [xanukaː]. Notons toutefois que certains anglophones n'arrivent pas à prononcer ce son et le remplacent par [k] ou [h][réf. souhaitée].